# Ridgeley (Wirginia Zachodnia)
Ridgeley – miasto w Stanach Zjednoczonych, w stanie Wirginia Zachodnia, w hrabstwie Mineral.